# Liisa Suihkonen
Liisa Suihkonen (Suonenjoki, 27 settembre 1943) è un'ex fondista finlandese.

## Carriera

### Carriera sciistica
Alle Olimpiadi di Innsbruck 1976 arrivò seconda nella staffetta 4x5 km.

## Palmarès

### Olimpiadi
- 1 medaglia:
  - 1 argento (staffetta a Innsbruck 1976).